# Flugunfall einer VFW 614 in Bremen
Der Flugunfall einer VFW 614 in Bremen ereignete sich am 1. Februar 1972. Dabei stürzte eine VFW-Fokker VFW 614 bei einem Testflug der VFW-Fokker nach einem Kontrollverlust zu Boden, wobei eine Person starb.

## Flugzeug
Bei der betroffenen Maschine handelte es sich um den ersten Prototyp des neu entwickelten Flugzeugtyps VFW 614. Die Maschine mit der Werknummer G001 wurde durch das Unternehmen VFW-Fokker gebaut. Ihr Erstflug am 14. Juli 1971 vom Flughafen Bremen war gleichzeitig der Erstflug dieses Flugzeugtyps. Das zweistrahlige Kurzstreckenflugzeug war mit zwei Turbojettriebwerken des Typs Rolls-Royce/Snecma M45 H Mk.501 ausgerüstet. Bis zum Zeitpunkt des Unfalls hatte die Maschine 30 Betriebsstunden absolviert.

## Insassen
An Bord der Maschine befanden sich drei Besatzungsmitglieder, die damit betraut waren, Flugtests mit der Maschine durchzuführen. Die Besatzung bestand aus dem 34-jährigen Testpiloten Leif Nielsen, dem 39-jährigen Ersten Offizier Hans Bardill sowie dem 32-jährigen Ingenieur Jürgen Hammer.

## Unfallhergang
Seit dem Erstflug der Maschine hatte es immer wieder Auffälligkeiten mit einem Flattern im Höhenleitwerk gegeben, das im Abgasstrom der über den Tragflächen montierten Triebwerke lag. Es wurden diverse Modifikationen vorgenommen. Für den Testflug am 1. Februar 1972 wurde die Maschine mit Schwingungsdämpfern ausgerüstet. Beim Flugtest kam es in einer Flughöhe von 10.000 Fuß und bei einer Geschwindigkeit von 220 Knoten erneut zu einem asymmetrischen Flattern. Anders als bei vorherigen Tests ließ sich das Flattern durch ein Verringern der Geschwindigkeit nicht beheben. Die Besatzungsmitglieder sprangen mit Fallschirmen aus der Maschine ab. Der Erste Offizier Hans Bardill, der sich beim Flugunfall einer HFB 320 Hansa Jet bei Madrid schon einmal mit einem Fallschirm aus einem abstürzenden Prototyp eines in Deutschland gebauten Flugzeugs gerettet hatte, verlor beim Absprung das Bewusstsein und war nicht in der Lage, seinen Fallschirm zu öffnen. Bardill fiel zu Boden und starb. Die anderen beiden Besatzungsmitglieder konnten sicher mit ihren Fallschirmen auf dem Boden landen. Die Maschine stürzte in einer vertikalen Fluglage zu Boden. Sie schlug um 14:58 Uhr auf einer schneebedeckten Wiese 200 Meter von der Landebahnschwelle des Flughafens Bremen ein.

## Ursache
Ursache des Absturzes waren durch den Abgasstrom der Turbinen angeregte antisymmetrische Resonanzschwingungen des Höhenleitwerks.

## Folgen
Nach einer Änderung des Winkels der V-Stellung beider Hälften des Höhenleitwerks wurde die Zulassung vom Luftfahrt-Bundesamt am 23. August 1974 erteilt. Die Maschine zeigte gute Leistungen und insbesondere ihre Start- und Landeeigenschaften waren gut. Die Maschine wurde dennoch kein kommerzieller Erfolg. Neben den drei Prototypen wurden nur 16 Maschinen gefertigt, im Jahr 1977 wurde die Produktion dann eingestellt.